# Турбиникарпус
Турбиникарпус (Turbinicarpus (Backbg.) Buxb.&Backbg.) — род растений из семейства Кактусовых. Насчитывает примерно 25 таксонов. В некоторых системах количество таксонов расширено за счёт присоединения родов Gymnocactus, Neolloydia и Pediocactus.
К представителям кактусов рода Turbinicarpus относится группа маленьких неприметных мимикрирующих растений, которые обитают преимущественно в пустыне Чиуауа в северной части Центральной Мексики. Из-за неприметности различные их виды и разновидности были открыты лишь относительно недавно. 

## Строение

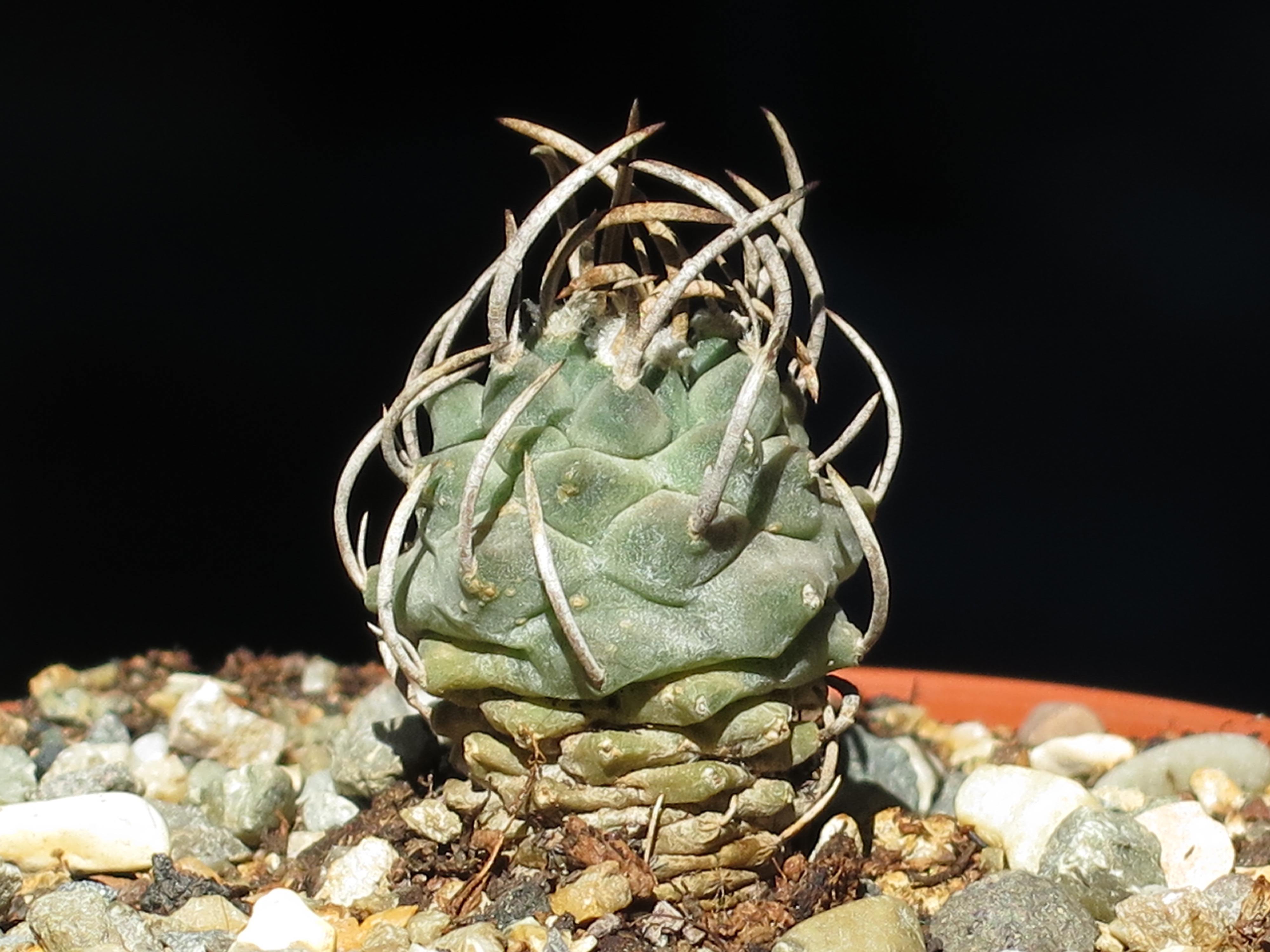
Turbinicarpus schmiedickeanus subsp. schwarzii

Виды этого рода образуют ясную, очень узко очерченную группу. Форма стебля этих растений напоминает форму стебля лофофоры с очень мягкими, приплюснутыми телами, которые в окраске варьируют от серовато- к голубовато-зеленой до коричневой. Их крупные, утончающиеся книзу стержневые корни, глубоко проникают в землю. Колючки почти во всех случаях развиваются в виде бумагообразных, волосовидных или перистых структур, часто они очень непостоянны и обычно служат больше камуфляжем растениям, нежели чем защитой. Плоды круглые в виде юлы, откуда и название рода. Речь идет о голых, гладких, матового цвета ягодах, которые разрываются или лопаются продольной щелью, причем, семена могут выпадать. Плоды турбиникарпусов, имеющие грязноватый цвет, вероятно, не так активно поедаются птицами или млекопитающими, как бросающиеся в глаза красные плоды многих миниатюрных кактусов, что обычно должно способствовать более широкому распространению растений. Распространение осуществляется преимущественно муравьями и ветром, а также вымыванием семян дождём, что ведёт лишь к ограниченной области распространения. В колониях, которые возникают таким путём, почти не встречаются вариации. Быстро развиваются из семян, и даже в культуре, если имеется более одного экземпляра для перекрестного оплодотворения, вскоре бывают окружены маленькими сеянцами.

## История
В 1927 году Карл Бедекер описал Echinocactus schmiedickeanus — это первый представитель данной группы, который был открыт. Двумя годами позже Бергер отнёс новый вид к роду стромбокактус. Второй таксон был описан Вердерманом в 1931 году как Echinocactus macrochele, а пятью годами позже отнесен Бакебергом к роду стромбокактус. В это же время он предложил Turbinicarpus как подрод к роду Strombocactus. В 1934 году Вердерман описал Thelocactus lophophoroides, который в 1935 году Кнут отнес к роду стромбокактусу и который вместе с опубликованным в 1936 году Strombocactus pseudomacrochele Backeberg был присоединен в 1937 году Буксбаумом и Бакебергом к роду Turbinicarpus, когда они установили этот род.

## Выращивание
Турбиникарпусы в культуре довольно просто выращивать, ни в коем случае их не следует прививать. Разве что для получения семян. Согласно условиям на их родине, они в России растут лучше всего в почти чисто минеральном субстрате с малым добавлением гумуса. Как и у почти всех других кактусов, им следует обеспечить холодную зимовку с температурой около +10 °C и в это время не поливать. 
Самая лучшая культура для Турбиникарпусов - выращивание в чисто минеральном (гравийном) субстрате.

## Список видов

### РодTurbinicarpus

#### ПодродTurbinicarpus

##### СекцияGracilis
- Turbinicarpus dickisoniae
- Turbinicarpus gracilis
- Turbinicarpus hoferi
- Turbinicarpus swobodae

##### СекцияLophophoroides
- Turbinicarpus alonsoi
- Turbinicarpus bonatzii
- Turbinicarpus flaviflorus
- Turbinicarpus knuthianus
- Turbinicarpus jauernigii
- Turbinicarpus laui
- Turbinicarpus lophophoroides
- Turbinicarpus rioverdensis

##### СекцияMacrochele
- Turbinicarpus macrochele
- Turbinicarpus macrochele subsp. frailensis
- Turbinicarpus macrochele subsp. polaskii
- Turbinicarpus macrochele subsp. valteri

##### СекцияTurbinicarpus
- Turbinicarpus klinkerianus
- Turbinicarpus klinkerianus subsp. schwartzii
- Turbinicarpus klinkerianus subsp. hiemalis
- Turbinicarpus klinkerianus subsp. planiziei
- Turbinicarpus schmiedickeanus
- Turbinicarpus schmiedickeanus subsp. rubriflorus
- Turbinicarpus schmiedickeanus subsp. andersonii

##### СекцияValdeziani
- Turbinicarpus pseudopectinatus
- Turbinicarpus valdezianus

##### СекцияGymnocactus
- Turbinicarpus nieblae
- Turbinicarpus saueri subsp. saueri
- Turbinicarpus saueri subsp. nelissae
- Turbinicarpus ysabelae

##### СекцияViereckii
- Turbinicarpus gielsdorfianus
- Turbinicarpus major
- Turbinicarpus viereckii subsp. viereckii
- Turbinicarpus viereckii subsp. neglectus

##### Природные гибриды
- Turbinicarpus × mombergeri (pseudopectinatus × laui)

#### ПодродKadenicarpus

##### СекцияBravocactus
- Turbinicarpus horripilus

##### СекцияKadenicarpus
- Turbinicarpus krainzianus
- Turbinicarpus krainzianus subsp. minimus
- Turbinicarpus pseudomacrochele

#### ПодродRapicactus
- Turbinicarpus beguinii
- Turbinicarpus beguinii subsp. hintoniorum
- Turbinicarpus booleanus
- Turbinicarpus canescens
- Turbinicarpus donatii
- Turbinicarpus subterraneus
- Turbinicarpus zaragosae

#### ПодродLodia
- Turbinicarpus mandragora
- Turbinicarpus pailanus